# 比利亚尔潘多
比利亚尔潘多，是西班牙卡斯蒂利亚-莱昂萨莫拉省的一个市镇。 总面积127平方公里，总人口1665人（2001年），人口密度13人/平方公里。